# سوفیا لدارپ
سوفیا لدارپ (انگلیسی: Sofia Ledarp؛ زادهٔ ۸ آوریل ۱۹۷۴) یک هنرپیشه اهل سوئد است.
از فیلم‌ها یا برنامه‌های تلویزیونی که وی در آن نقش داشته است می‌توان به دختری با خالکوبی اژدها، دختری که با آتش بازی کرد، دختری که به لانه زنبور لگد زد، اتاقک خلبان اشاره کرد.